# Giovanni Andrea Barotti
Pour les articles homonymes, voir Barotti.
Giovanni Andrea Barotti, né à Ficarolo le 30 décembre 1701 et mort à Ferrare le 10 janvier 1772, est un  littérateur italien du XVIIIe siècle.

## Biographie
Giovanni Andrea Barotti naît à Ferrare en 1701. Après avoir fait ses études sous les jésuites, il suit, pour plaire à ses parents, les écoles de droit, et est reçu docteur au bout de trois ans ; mais dès qu’il est libre de suivre ses inclinations paisibles, il se livre entièrement aux belles-lettres. Il veut d’abord cultiver la poésie ; mais voyant, après une épreuve de quatre ou cinq ans, combien le peu qu’il avait fait lui avait coûté de peine et lui produisait peu de profit et de gloire, il renonce au projet de devenir poète, et n’écrit plus qu’en prose. Il compose beaucoup d’ouvrages et d’opuscules de différents genres, et traite un grand nombre de sujets, selon les occasions qui se présentent, et le plus souvent pour plaire à ses amis ou aux personnes dont il cultive la bienveillance. La douceur de son caractère et sa complaisance naturelle le disposent toujours à donner son temps et ses soins au premier qui vient les réclamer. Il est mis, vers le milieu du siècle, à la tête de la bibliothèque publique que l’on ouvre à Ferrare, et cet emploi est pour lui un moyen de rendre plus de services et de se faire plus d’amis. Barotti vit ainsi jusqu’à un âge assez avancé.

## Œuvres
Il a laissé un grand nombre d’ouvrages, peu considérables, mais où l’on remarque une érudition bien digérée et un bon goût.[non neutre] Les principaux sont : 
- Ragionamento sopra l’intrinseca ragione del proverbio : Nessun profeta alla sua patria è caro, Ferrare, 1729. Ce proverbe : Aucun prophète n’est aimé dans son pays, est, comme on le voit, différent du nôtre : Nul n’est prophète en son pays, et vaut mieux.
- Difesa degli Scrittori Ferraresi, etc. Cette défense des écrivains de Ferrare contre des observations faites sur le 3e livre du traité de Fontanini, dell’Eloquenza italiana, est remplie d’érudition et d’une critique solide. Elle a été réimprimée dans le recueil intitulé : Esami di varj autori sopra il libro dell’Eloquenza italiana di monsignore Giusto Fontanini, arcivescovo d’Ancira, Venise, 1739, in-4°.
- Del Dominio delle donne, discorsi accademici, Bologne, 1745, in-8°. Ce sont deux discours prononcés par l’auteur dans l’académie degl’Intrepidi de Ferrare.
- Delle Chiome bionde e Ciglia nere d’Alcina, Padoue, 1746, in-8° ; autre discours prononcé dans la même académie.
- Traduction italienne du livre du P. Bouhours : de la Manière de bien penser dans les ouvrages d’esprit. Elle est imprimée dans le 1er volume des Considerazioni du marquis Orsi sur ce livre, Modène, 1745, in-4°.

Des notes et considérations sur plusieurs poèmes, lesquelles donnent beaucoup de prix aux éditions où elles se trouvent, telles que :
- la Via della croce, rime sacre di Girolamo Baruffaldi, con le Considerazioni di Gio. Andr. Barotti, Bologne, 1732, in-fol. Ces considérations sont remarquables par une érudition théologique très-étendue, et qui s’exerce avec la réserve convenable sur des questions débattues entre les différents interprètes des Livres Saints, même au sujet de la passion de Jésus-Christ.
- Bertoldo, Bertoldino e Cacasenno, poema in ottava rima, Bologne, 1736, in-4°. Cette édition d’un poème facétieux très-connu est enrichie de gravures, d’allégories et de notes (annotazioni), qui sont de notre Barotti.
- Le Opere di Lodovico Ariosto, con le Annotazioni del medesimo, Venise, 1741, 4 vol. in-12.
- La Secchia rapita di Alessandro Tassoni, Modène, 1744, in-4°, avec une longue et savante préface historique, et beaucoup de notes du même Barotti, etc.